# Ennio Morlotti
Ennio Morlotti (Lecco, 21 settembre 1910 – Milano, 15 dicembre 1992) è stato un pittore italiano.

## Biografia
Nel 1917 entra nel collegio Paolo Angelo Ballerini di Seregno, dove rimarrà fino al 1922.
Dal 1923, per mantenersi, concilia lavoro e apprendistato artistico: dapprima lavora come contabile presso un oleificio, in seguito sarà impiegato in un colorificio e poi in una fabbrica meccanica.
Nel frattempo, studia arte antica nelle chiese e nei musei, iniziando a interessarsi all'arte contemporanea.
Nel 1936, dopo aver conseguito la maturità artistica da privatista presso l'Accademia di Brera, lascia il lavoro e si iscrive all'Accademia di Belle Arti di Firenze sotto la guida di Felice Carena. Studia Masaccio, Giotto e Piero Della Francesca: ma, rendendosi conto che le sue radici pittoriche lombarde sarebbero state deviate verso la pittura toscana, abbandona presto Firenze.
Nel 1937 soggiorna per un breve periodo a Parigi, dove entra in contatto con i grandi protagonisti dell'arte Europea, da Cézanne al Fauvismo e all'Espressionismo di Soutine e di Rouault. Alle Expositions universelles de Paris conosce l'opera di Picasso, Guernica, rimanendone fortemente impressionato.
Al suo ritorno in Italia si trasferisce a Milano e s'iscrive all'Accademia di Belle Arti di Brera.
Di quegli anni sono le prime opere. Nel 1939 entra a far parte del gruppo dei pittori di Corrente con Ernesto Treccani, Renato Guttuso, Renato Birolli e Bruno Cassinari, rivelandosi ben presto il più estremista del gruppo.
Dopo un secondo soggiorno a Parigi nel 1947, partecipa al Fronte nuovo delle arti, e, dopo la scissione, aderisce con Birolli e Cassinari al Gruppo degli Otto di Lionello Venturi. Nel 1955 vince un premio acquisto alla terza edizione del Premio Spoleto.
I soggetti più visitati dall'artista sono i paesaggi, le nature morte e gli studi di figura.
Negli anni Sessanta molte delle sue tele hanno come soggetto gli ulivi e i cactus, a seguito di un suo lungo soggiorno nella città di Bordighera. Nel 1962 presenterà le sue tele alla Biennale di Venezia, dove sarà premiato ex aequo con Giuseppe Capogrossi
Nel 1963-64 espone alla mostra Peintures italiennes d'aujourd'hui, organizzata in medio oriente e in nordafrica.

## Ennio Morlotti nei musei
- MAC di Lissone
- Galleria d'arte moderna e contemporanea di Bergamo
- Museo d'arte MAGA di Gallarate  (VA)
- Museo Carandente, Palazzo Collicola - Arti visive di Spoleto
- Museo Novecento di Firenze
- MAGI '900 di Pieve di Cento (BO)